# Птипьер, Анри
Анри́ Птипье́р (фр. Henri Petitpierre; 10 сентября 1772, Куве — 13 декабря 1829, Понтарлье) — французский военачальник швейцарского происхождения.

## Происхождение и семья
Сын Абрама-Анри Птипьера и Мари-Элизабет Борель. Был женат на Сюзанн-Франсуаз Сюлпи, дочери Абраама Анри Сюлпи.

## Биография
В юности изучал медицину в Безансоне. С 1796 по 1797 годы — военный врач во французской армии. С 1800 по 1803 год — хирург в приходе Горжье. Принимал участие в Испанской кампании Наполеона. С 1805 года — майор, с 1813 года — полковник. В 1815 года, во время Ста дней получил от Наполеона звание бригадного генерала, но оно не было признано в период Бурбонов. С 1822 года в отставке. С 1822 по 1828 годы проживал в Сент-Круа, с 1828 по 1829 годы — в Понтарлье.

## Награды
- Кавалер ордена Почётного легиона —1810[2].
- Кавалер ордена Святого Людовика — 1814[1].
- Офицер ордена Почётного легиона — 1815[1][2].